# مقاصد القرآن
 مقاصد القرآن أحد مصطلحات علوم القرآن ويُقصد به دراسة الأسرار والحكم والغايات التي نزل القرآن لأجل تحقيقها جلبًا للمصالح، ودفعًا للمفاسد، وهي واضحة في جميع القرآن أو معظمه. وتُعرف على أنها « الغايات التي أنزل القرآن لأجلها تحقيقا لمصالح العباد».

## أهمية معرفة مقاصد القرآن
من أهم أسس التعامل مع القرآن هو فهم مقاصده، ومعرفة غاياته وأهدافه وما يرمي إلى تحقيقه في الفرد والمجتمع، فمعرفة مقاصد القرآن ابتداءً تساعد على رسم تصور عن موضوعات القرآن الكريم ومحاوره، ومجالات اهتمامه. كما لمعرفة مقاصد القرآن أهمية في علم التفسير وتدبر القرآن، ذلك أن توجيه المعنى واستنباط الأحكام يعتمد على الإلمام بالمقاصد. كذلك من خلال القرآن ثبتت مقاصد الشريعة عموما والكليات الشرعية الخمس خصوصا: حفظ الدين والنفس والعقل والنسل والمال، فقد وردت جملة من نصوصه وأحكامه لتثبيت تلك الكليات وتدعيمها، واعتبارها أصوال قطعية معتبرة في كل الملل والأمم، وقد فصل عماد الدين عشماوي في بيان أهمية معرفة مقاصد القرآن الكريم فعددها في عناصر ومنها:
1. مقاصد القرآن هي المدخل السليم إلى فهم الرسالة القرآنية الإسلامية على وجهها الصحيح.
2. تمكن قارئ القرآن من الفهم السليم للمعاني التفصيلية والمقاصد الخاصة لأمثاله وقصصه ووعده ووعيده.
3. هي الميزان والمعيار الذي يجب أن نزن به أعمالنا الفردية والجماعية.
4. تسديد فهمنا لمقاصد السنة النبوية جملة وتفاصيلاً.
5. هي المعيار والميزان الذي لابد منه للمفسرين في مناهجهم وتفسيراتهم، فتكون في نطاق مقاصد القرآن.[3]

## أبرز مقاصد القرآن
قام عدد من العلماء باستقصاء مقاصد القرآن واستقراء دلالاتها الكلية؛ نظراً لما ينبني عليها من أثر في فهم القرآن وتدبره والعمل به، ومن أبرز الذين ذكروا مقاصد القرآن من المتقدمين: ابن جزي الكلبي (741 هـ) من خلال تفسيره «التسهيل لعلوم التنزيل» إذ يقول:«الباب الثالث: في المعاني والعلوم التي تضمنها القرآن. ولنتكلم في ذلك على الجملة والتفصيل. أما الجملة، فاعلم أن المقصود بالقرآن دعوة الخلق إلى عبادة الله وإلى الدخول في دينه، ثم إ ّن هذا المقصد يقتضي أمرين، لابد منهما، وإليهما ترجع معاني القرآن كله: أحدهما بيان العبادة التي دعي الخلق إليها، والأخرى ذكر بواعث تبعثهم على الدخول فيها وتردّدهم إليها، فأما العبادة فتنقسم إلى نوعين، وهما أصول العقائد وأحكام الأعمال. وأما البواعث عليها فأمران وهما: الترغيب والترهيب». ومن المتقدمين أيضاً العز بن عبدالسلام حيث يقول: «ومعظم مقاصد القرآن الأمر باكتساب المصالح وأسبابها، والزجرُ عن اكتساب المفاسد وأسبابها»، ومِن أقدم مَن استعمل المصطلح أيضاً الإمام أبو حامد الغزالي، وقد جعلها ستة مقاصد: ثلاثة سوابق، وثلاثة توابع:
1. تعريف المدعو إليه.
2. تعريف الصراط المستقيم الذي تجب ملازمته في السلوك إليه.
3. تعريف الحال عند الوصول إليه.
4. تعريف أحوال المجيبين للدعوة ولطائف صنع الله وسره، ومقصوده التشويق والترغيب.
5. حكاية أحوال الجاحدين.
6. تعريف عمارة منازل الطريق، وكيفية أخذ الزاد والأهبة والاستعداد[6]،

وأما من المتأخرين فالشوكاني يرى أن مقاصد القرآن الرئيسة ثلاثة فيقول: وأما مقاصد القرآن التي يكررها ويورد الأدلة الحسية والعقلية عليها ويشير إليها في جميع سوره وفي غالب قصصه وأمثاله فهي ثلاثة مقاصد يعرف ذلك من له كمال فهم وحسن تدبر وجودة تصور وفضل تفكر المقصد الأول إثبات التوحيد المقصد الثاني إثبات المعاد المقصد الثالث إثبات النبوات.
وذكر محمد رشيد رضا عشرة مقاصد يرى أن القرآن قد عُنيَ بها وهي:
1. بيان حقيقة أركان الدين الثلاثة: الله، البعث، العمل الصالح.
2. بيان ما جهل البشر من أمور الرسالة والنبوة ووظائف الرسل.
3. إكمال نفس الإنسان من الأفراد والجماعات والأقوام.
4. الإصلاح الإنساني الاجتماعي السياسي الوطني.
5. تقرير مزايا الإسلام العامة في التكاليف الشخصية.
6. بيان حكم الإسلام السياسي الدولي: نوعه وأساسه وأصوله العامة.
7. الإرشاد إلى الإصلاح المالي.
8. إصلاح نظام الحرب ورفع مفاسدها وقصرها على ما فيه الخير والشر.
9. إعطاء النساء جميع الحقوق الإنسانية والدينية والمدنية.
10. تحرير الرقبة.[8]

ويرى ابن عاشور أن هناك مقاصد للقرآن أصلية جاء القرآن لتبيانها وهي ثمانية:
1. إصلاح الاعتقاد وتعليم العقد الصحيح.
2. تهذيب الأخلاق.
3. التشريع، وهو الأحكام: خاصة وعامة، قال تعالى:
4. سياسة الأمة، وهو باب عظيم في القرآن، القصد منه صلاح الأمة، وحفظ نظامها.
5. القصص وأخبار الأمم السالفة، للتأسي بصالح أحوالهم، وللتحذير من مساويهم.
6. التعليم بما يناسب حالة عصر المخاطبين، وما يؤهلهم إلى تلقي الشريعة، ونشرها وذلك علم الشرائع، وعلم الأخبار.
7. المواعظ والإنذار والتحذير والتبشير، وهذا يجمع جميع آيات الوعد والوعيد، وكذلك المحاجة والمجادلة للمعاندين، وهذا باب الترغيب والترهيب.
8. الإعجاز بالقرآن ليكون آية دالة على صدق الرسول.[9]

## مقاصد القرآن الرئيسية
وبما أن الترجمة عرفاً لا بد أن تتناول مقاصد الأصل جميعاً، فإن لله تعالى في إنزال كتابه العزيز، ثلاثة مقاصد رئيسية:
- أن يكون هداية للثقلين.
- أن تقوم آياته لتأييد النبي صلى الله عليه وسلم.
- أن يتعبد الله خلقه بتلاوة هذا الطراز الأعلى من كلامه المقدس.[10][11]

### أولاً: هداية القرآن للثقلين
وهداية القرآن تمتاز بأنها عامة وتامة وواضحة، فأما عمومها فلأنها تنظم الإنس والجن في كل عصر ومصر، وفي كل زمان ومكان بدليل قوله تعالى:
- قال تعالى: {وَأُوحِيَ إِلَيَّ هَذَا الْقُرْآنُ لأُنذِرَكُم بِهِ وَمَن بَلَغَ}.[12]
- وقال تعالى: {وَهَـذَا كِتَابٌ أَنزَلْنَاهُ مُبَارَكٌ مُّصَدِّقُ الَّذِي بَيْنَ يَدَيْهِ وَلِتُنذِرَ أُمَّ الْقُرَى وَمَنْ حَوْلَهَا}.[13]
- وقال تعالى: {قُلْ يَاأَيُّهَا النَّاسُ إِنِّي رَسُولُ اللّهِ إِلَيْكُمْ جَمِيعًا}.[14]
- وقال تعالى: {وَإِذْ صَرَفْنَا إِلَيْكَ نَفَرًا مِّنَ الْجِنِّ يَسْتَمِعُونَ الْقُرْآنَ فَلَمَّا حَضَرُوهُ قَالُوا أَنصِتُوا فَلَمَّا قُضِيَ وَلَّوْا إِلَى قَوْمِهِم مُّنذِرِين () قَالُوا يَاقَوْمَنَا إِنَّا سَمِعْنَا كِتَابًا أُنزِلَ مِن بَعْدِ مُوسَى مُصَدِّقًا لِّمَا بَيْنَ يَدَيْهِ يَهْدِي إِلَى الْحَقِّ وَإِلَى طَرِيقٍ مُّسْتَقِيم()يَاقَوْمَنَا أَجِيبُوا دَاعِيَ اللَّهِ وَآمِنُوا بِهِ يَغْفِرْ لَكُم مِّن ذُنُوبِكُمْ وَيُجِرْكُم مِّنْ عَذَابٍ أَلِيم() وَمَن لاَّ يُجِبْ دَاعِيَ اللَّهِ فَلَيْسَ بِمُعْجِزٍ فِي الأَرْضِ وَلَيْسَ لَهُ مِن دُونِهِ أَولِيَاء أُوْلَئِكَ فِي ضَلاَلٍ مُّبِين}.[15]

وأما تمام هذه الهداية فلأنها احتوت أرقى وأوفى ما عرفت البشرية، وعرف التاريخ، من هدايات الله للناس، ونظمت كل ما يحتاج إليه الخلق في العقائد والأخلاق والعبادات والمعاملات على اختلاف أنواعها، وجمعت بين مصالح البشر في العاجلة والآجلة، ونظمت علاقة الإنسان بربه وبالكون الذين يعيش فيه، وَوَفَقت بطريقة حكيمة بين مطالب الروح والجسد، قال تعالى: {لَّيْسَ الْبِرَّ أَن تُوَلُّواْ وُجُوهَكُمْ قِبَلَ الْمَشْرِقِ وَالْمَغْرِبِ وَلَـكِنَّ الْبِرَّ مَنْ آمَنَ بِاللّهِ وَالْيَوْمِ الآخِرِ وَالْمَلآئِكَةِ وَالْكِتَابِ وَالنَّبِيِّينَ وَآتَى الْمَالَ عَلَى حُبِّهِ ذَوِي الْقُرْبَى وَالْيَتَامَى وَالْمَسَاكِينَ وَابْنَ السَّبِيلِ وَالسَّآئِلِينَ وَفِي الرِّقَابِ وَأَقَامَ الصَّلاةَ وَآتَى الزَّكَاةَ وَالْمُوفُونَ بِعَهْدِهِمْ إِذَا عَاهَدُواْ وَالصَّابِرِينَ فِي الْبَأْسَاء والضَّرَّاء وَحِينَ الْبَأْسِ أُولَـئِكَ الَّذِينَ صَدَقُوا وَأُولَـئِكَ هُمُ الْمُتَّقُون}، وقال تعالى:  {يَاأَيُّهَا النَّاسُ إِنَّا خَلَقْنَاكُم مِّن ذَكَرٍ وَأُنثَى وَجَعَلْنَاكُمْ شُعُوبًا وَقَبَائِلَ لِتَعَارَفُوا إِنَّ أَكْرَمَكُمْ عِندَ اللَّهِ أَتْقَاكُمْ إِنَّ اللَّهَ عَلِيمٌ خَبِير}، وقال تعالى: {يَاأَيُّهَا الَّذِينَ آمَنُواْ كُلُواْ مِن طَيِّبَاتِ مَا رَزَقْنَاكُمْ وَاشْكُرُواْ لِلّهِ إِن كُنتُمْ إِيَّاهُ تَعْبُدُون}، وقال تعالى: {فَإِذَا قُضِيَتِ الصَّلاَةُ فَانتَشِرُوا فِي الأَرْضِ وَابْتَغُوا مِن فَضْلِ اللَّهِ وَاذْكُرُوا اللَّهَ كَثِيرًا لَّعَلَّكُمْ تُفْلِحُون}، إلى غير ذلك من آيات كثيرة.
وأما وضوح هذه الهداية فهي للأسباب التالية:
1. لعرضها عرضاً رائعاً مؤثراً توافرت فيه كل وسائل الإيضاح وعوامل الإقناع.
2. استدلال بسيط عميق، يستمد بساطته وعمقه من كتاب الكون الناطق.
3. أمثال خلابة تخرج أدق المعقولات في صورة أجلى الملموسات.
4. حِكَم بالغات تبهر الألباب بمحاسن الإسلام وجلال التشريع.
5. قصص حكيم مختار، يقوي الإيمان واليقين، ويهذب النفوس والغرائز، ويصقل الأفكار والعواطف، ويدفع الإنسان دفعاً إلى التضحية والنهضة، ويصور له مستقبل الأبرار والفجار تصويراً يجعله كأنه حاضراً تراه الأبصار في رابعة النهار.[20]

### ثانياً: أن تقوم آياته لتأييد النبي
أن يقوم في فم الدنيا آية شاهدة برسالة سيدنا محمد، وأن يبقى على جبهة الدهر معجزة خالدة تنطق بالهدى ودين الحق، ظاهراً على الدين كله، وبلاغة القرآن العليا، وجه بارز من هذه الوجوه، فقد تحدى الله أئمة البيان أن يأتوا بسورة من مثله، وأقصر سورة هي سورة الكوثر، وآياتها ثلاث قصار، وإذا كان أئمة البيان في عصر ازدهاره والنباغة فيه قد عجزوا فسائر الخلق أشد عجزاً، ولقد فرغنا من أن بلاغة القرآن منوطة بما اشتمل عليه من الخصوصيات، والاعتبارات الزائدة وأنت خبير بأنها سارية فيه سريان الماء في العود الأخضر أو سريان الروح في الجسم الحي، وإن نظم القرآن مصدر لهداياته كلها، وهنا يطالعك العجب العجاب، حين تجد دليل صدق الهداية الإسلامية قد آخاها، واتحد مطلعهما في سماء القرآن فأداه وأداها.

### ثالثاً: أن يتعبد الله خلقه بتلاوته
أن يتعبد الله خلقه بتلاوته، ويقربهم إليه، ويأجرهم على مجرد ترديد لفظه ولو من غير فهمه، فإذا ضموا إلى التلاوة فهما زادوا أجرا على أجر، قال تعالى: {إِنَّ الَّذِينَ يَتْلُونَ كِتَابَ اللَّهِ وَأَقَامُوا الصَّلاَةَ وَأَنفَقُوا مِمَّا رَزَقْنَاهُمْ سِرًّا وَعَلاَنِيَةً يَرْجُونَ تِجَارَةً لَّن تَبُور()لِيُوَفِّيَهُمْ أُجُورَهُمْ وَيَزِيدَهُم مِّن فَضْلِهِ إِنَّهُ غَفُورٌ شَكُور}، وقال صلى الله عليه وسلم: «من قرأ حرفا من كتاب الله تعالى فله به حسنة، والحسنة بعشر أمثالها، لا أقول ألم حرف، ولكن ألف حرف ولام حرف وميم حرف»، وجاء في حديث آخر عن أنس أنه قال: «أفضل عبادة أمتي قراءة القرآن» وسنده ضعيف، غير أنه يتقوى بغيره ثم إن هذه خصيصة امتاز بها القرآن، أما غيره فلا أجر على مجرد تلاوته، بل لا بد من التفكر فيه وتدبره، حتى الصلاة التي هي عماد الدين ليس للمرء من ثوابها إلا بمقدار ما عقل منها.

## العلاقة بين مقاصد القرآن ومقاصد الشريعة
هناك اختلاف بين المقاصد القرآنية والمقاصد الشرعية، فمقاصد القرآن يستنطقها المفسر من القرآن نفسه أما مقاصد الشريعة فيستخرجها الأصولي من كتب الفقه وأصوله، كما أن مقاصد القرآن تعد شرطاً للوقوف على مقاصد الشريعة، فمقاصد الشريعة تعد خطوة تالية للمقاصد القرآنية، كما أن مقاصد الشريعة تتعلق بموضوع واحد من الموضوعات القرآنية وهو مجال الأحكام والتشريع.
ورغم كون مقاصد القرآن أعم وأشمل من مقاصد الشريعة؛ فهي الأصل، ومقاصد الشريعة فرع، إلا أن مصطلح مقاصد الشريعة هو الأشهر والأكثر دراسة وبحثا وتصنيفا عند العلماء منذ القديم.

## مؤلفات في مقاصد القرآن
لقد اعتنى العلماء والباحثون قديماً وحديثاً بمقاصد القرآن، وأفردوا له كتباً مستقلة، ومنهم:
1. المدخل إلى مقاصد القرآن، المؤلف: د.عبد الكريم حامدي .الناشر: مكتبة الرشد.الرياض.
2. مقاصد القرآن من تشريع الأحكام، المؤلف: د. عبد الكريم حامدي، الناشر: دارابن حزم.لبنان.
3. مقاصد القران أفقاً للتدبر والتدبير، المؤلف: د. مسعود أبو دوخة، الناشر دار السلام.مصر.
4. أمهات مقاصد القرآن: طرق معرفتها ومقاصدها.المؤلف: عزالدين بن سعيد كشنيط الجزائري.الناشر: دار مجدلاوي.عمان.
5. مقاصد القرآن قراءة معرفية وتقويمية، المؤلف: محمد المنتار.
6. مقاصد القرآن الكريم وصلتها بالتدبر، المؤلف: علي البشر الفكي التجاني.

## وصلات خارجية
- موقع الآلوكة: مقال «المقاصد القرآنية بين المتقدمين والمتأخرين» .
- موقع مركز تفسير للدراسات القرآنية: مقال «أصول التفسير ومقاصد القرآن»، الكاتب: أ.د.مولاي عمر بن حماد.